# Distretto di Palcamayo
Il distretto di Palcamayo  è uno dei  nove distretti della provincia di Tarma, in Perù. Si trova nella regione di Junín e si estende su una superficie di 169,24  chilometri quadrati.